# Бролсма, Гэри
Гэри Уильям Бролсма (англ. Gary William Brolsma, родился 14 января 1986) — американский интернет-пользователь и певец венгерского происхождения, благодаря которому появился интернет-мем «Numa Numa».

## Интернет-слава
6 декабря 2004 Гэри выложил на сайте Newgrounds.com свой видеоклип, в котором он шевелит губами (имитируя пение), активно жестикулирует и танцует под песню «Dragostea din tei» молдавской группы O-Zone. В одним из своих немногочисленных интервью он рассказал о причинах появления такого ролика:

Я долго бесцельно лазил по интернету. И наткнулся на японский мультик на песню Dragostea Din Tei. Мне эта композиция показалась заразительной. Я странно чувствовал себя в тот день, так что просто включил веб-камеру и стал подпевать мелодии, импровизируя танцевальные движения, сидя на стуле.
Он рассчитывал, что это видео будет всего лишь шуткой для его друзей, однако стал получать многочисленные комментарии с выражением восхищения его импровизированным выступлением (некоторые из интернет-пользователей даже клялись больше не оскорблять полных людей, поскольку сам Гэри на тот момент был довольно полным). Видео стало неожиданно популярным в Интернете, а Гэри превратился в знаменитость и получил прозвище «Чувак Нума-Нума» (англ. The Numa Numa Guy). Известность была такой огромной, что в феврале 2005 года неожиданно в его дом нагрянули репортёры, которые прибыли на трёх автомобилях. Впрочем, Гэри был настолько ошеломлён происходящим (в частности, неожиданно свалившейся на него славой), что отказался даже давать интервью газете The New York Times, дабы его не беспокоили.
Хотя все права на песню принадлежали группе O-Zone, Гэри всё равно стал знаменитостью и создал свой фирменный сайт, где он время от времени выкладывает свои видео с выступлениями (в одном из таких он читает на русском языке детскую считалку «Вышел зайчик погулять»). Также Гэри солирует в группе «Nonetheless», созданной им ещё в возрасте 12 лет, работает над созданием канала Numa Network и руководит компанией по разработке веб-дизайна.
Вдохновившись своим медиа-успехом, в 2007 году Гэри завёл You-Tube канал, где по сей день делится своей музыкой и выкладывает кавер-версии хита Numa Numa. По состоянию на январь 2024 года YouTube-канал Гэри приносит от 239 до 1915 долларов в месяц с помощью AdSense.

## Дискография
- Weird Tempo (2008)[6]
- Haunted House of Pancakes (2019)[7][8]